# Гурез (национальный парк)
Гурез (англ. Gurez National Park) — национальный парк в округе Нилум, расположен в пакистанской части Кашмира.

## Парк
Парк Гурез расположен в одноимённой долине, на северо-востоке от столицы Азад-Кашмира — Музаффарабада. Парк находится на линии контроля между Индией и Пакистаном. На территории парка, богатого флорой и фауной, есть реки, родники, леса и минералы. Река Нилум делит парк на две части, люди проживают по обе стороны реки в парковой зоне. Гурез расположен на высоте от 2017 м до 4345 м над уровнем моря.
Общины, проживающие в районе парка, в основном занимаются сельским хозяйством. Но из-за сильных снегопадов зимой, они могут выращивать зерновые культуры только летом. Разводят скот на территории Гуреза, заготавливают древесину. Иногда местное население охотится на различных диких животных и птиц, чтобы заработать себе на жизнь.
Из-за того, что на территории парка проживают люди, иногда случаются различные происшествия. Так были случаи, что местные жители убивали леопардов и тигров. Так же как и дикие животные нападают на людей. Проблему безопасности практически никак не решают местные власти, из-за чего после очередного инцидента возникают стычки местного населения с полицией.

## Фауна
В парке встречаются следующие виды животных: снежные и обычные леопарды, гималайские горные козлы, кабарга, чёрные медведи, бурые медведи, лисицы, харза, циветты, кашмирские сурки, летяги, фазаны, улары, куропатки и снежные грифы.